# Bielcza
Bielcza (prononciation : [ˈbjɛlt͡ʂa]) est une localité polonaise de la gmina de Borzęcin, située dans le powiat de Brzesko en voïvodie de Petite-Pologne.